# Malakwal
Malakwal ist eine Stadt in Pakistan.

## Geschichte
Aurel Stein vermutete bei Malakwal den Ort der Schlacht am Hydaspes, in der Alexander der Große im Jahre 326 v. Chr. den indischen König Poros besiegte.